# 土星の太陽面通過 (海王星)
海王星における土星の太陽面通過（どせいのたいようめんつうか）とは、海王星と太陽のちょうど間に土星が入り、太陽面を通過する天文現象である。
海王星における土星の太陽面通過は、紀元前125000年から125000年の25万年間で125回ある。これは天王星や冥王星よりは多い。前回は88年4月25日、次回は2061年5月29日に起こる。

## 太陽面通過の起こる日
日付は最大食の日付(UTC)。ここでの「BC」は紀元前を示す。
| 年月日           | 最大食 |
| ---------------- | ------ |
| BC7374年11月17日 | 02:09  |
| BC6478年4月22日  | 11:02  |
| BC5580年7月17日  | 19:40  |
| BC1886年5月4日   | 10:47  |
| 88年4月25日      | 23:16  |
| 2061年5月29日    | 11:16  |
| 3459年10月6日    | 12:28  |
| 5432年9月15日    | 10:19  |
| 16122年4月29日   | 19:40  |
| 24838年7月22日   | 00:14  |